# Несветай (станция)
Несветай — грузовая железнодорожная станция Ростовского региона Северо-Кавказской железной дороги, находящаяся в городе Новошахтинск Ростовской области.
Построена в 1936 году. На картах 1941 года станция подписана, как «Кам. уг.» (либо «Каменноугольная», либо «Каменный уголь» и обозначена на месте современной станции Михайло-Леонтьевская.